# Mit Buddha das Leben meistern
Mit Buddha das Leben meistern ist ein Buch des österreichischen Philosophen Volker Zotz. Es erschien erstmals unter dem Titel “Freiheit und Glück” im Jahr 1987. Das Buch gilt als das populärste Werk von Volker Zotz und als das gegenwärtig (2017) am meisten verbreitete Buch über Buddhismus im deutschsprachigen Raum.

## Geschichte
Nach seinem ersten Erscheinen 1987 im Verlag Peter Erd wurde es vom selben Verlag seit 1990 mit dem neuen Titel Erleuchtung im Alltag vorgelegt. Seit 1999 erscheint das Buch im Rowohlt Verlag unter dem Titel Mit Buddha das Leben meistern. Es trägt den Untertitel Buddhismus für Praktiker. Diese Ausgabe erreichte im Januar 2017 die 16. Auflage. Der Autor widmete das Buch Ernst Pagenstecher und seiner Frau Traude, die Zotz in seiner Kindheit mit dem Buddhismus vertraut machten.
Das Buch wurde in mehrere Fremdsprachen übersetzt. So erschien es 2006 in Spanisch unter dem Titel Buda, maestro de vida. Einer 2016 erschienenen Ausgabe in chinesischer Sprache hat Zotz „eine Einführung hinzugefügt, die auch auf das Verhältnis von Buddha, Konfuzius und Sokrates eingeht.“

## Ausrichtung
Der Autor stellt bereits im Vorwort des Buchs dar, dass es ihm in diesem Werk nicht um „den Buddhismus“ im Sinn einer religiösen Tradition geht und dass er nicht das Buddha-Bild einer bestimmten buddhistischen Richtung vorstellt. Entsprechend wertet Benedikt Maria Trappen das Werk als „unorthodoxes Lehr- und Übungsbuch für jeden, der sich entschließt, seinem Leben Richtung und Sinn zu verleihen.“ Zotz versteht den Buddha in diesem Buch nicht als einen Religionsstifter, sondern als einen Philosophen oder Weisheitslehrer, dessen Aussage für die gesamte Menschheit von Relevanz ist: „Buddha wurde vielleicht eher ungewollt zum Religionsstifter, wenn man Volker Zotz’ Interpretation der Worte Buddhas im Majjhimanikaya 22 folgt, dass er seine Lehre lediglich als ein Mittel zum Zweck betrachtete,“ schreibt Jan Veninga, der Mit Buddha das Leben meistern einer wissenschaftlichen Analyse unterzog.

## Inhalt
Zotz behandelt die Lehren des Buddha nach Quellen der Pali-Überlieferung. Er teilt diese in Philosophie, Ethik und Meditation ein. Neben einem Abriss der Lehren des Buddha empfiehlt das Buch zahlreiche praktische Experimente, worauf Kommentatoren wie Peter Riedl hinweisen: „Nach jedem Kapitel gibt es klar strukturierte Anweisungen zur Übung. Die Lehre und die Methode sind hier die Lehrer, Abhängigkeiten von einem, der es besser weiß, werden nicht geschaffen. Wer sich daran hält, kommt weiter, das ist nicht nur ein Versprechen, das kann und soll auch überprüft werden.“
Das Buch gliedert sich in zwei Vorworte von 1987 und 1997, sieben Kapitel und einen mit „Ausklang“ überschriebenen Schlussteil. Das erste Kapitel Das Beispiel Gautamas behandelt das Leben des Buddha als Symbol einer für jeden Menschen möglichen Selbstverwirklichung. Das zweite Kapitel Gesetz und Freiheit widmet sich Gesetzen des Daseins und einer freien Lebensgestaltung. In dem mit Karma überschriebenen dritten Kapitel stellt Zotz u. a. praktische Methoden dar, durch Schulung des eigenen Denkens sein Dasein neu auszurichten. Im vierten Kapitel Tod und Wiedergeburt entwickelt Zotz eine weitgehend symbolische Deutung der buddhistischen Lehre von der Reinkarnation, die er nicht auf eine Zeit nach dem Tod anwendet, sondern in einer existentialistischen auf das gewärtige Leben bezieht. Im fünften Kapitel Zehn Fesseln werden Wege behandelt, wie man sich von Zwängen und Beschränkungen lösen kann. Das sechste Kapitel widmet sich der Praxis der Meditation. In einem siebten Kapitel Fünf Regeln wendet sich der Autor ethischen Fragen zu.

## Wirkung
Oft wurde der Erfolg des Buchs mit seinem starken Praxisbezug erklärt. So schreibt Oliver Bottini: „Volker Zotz, Professor für Indologie und Japanologie mit Forschungs- und Lehrauftrag in Japan, überträgt die Lehren des Buddha in den heutigen Alltag (und verzichtet dafür weitgehend auf den theoretischen Überbau und die historische Entwicklung des Buddhismus). Ausgesprochen gut lesbar, praxisbezogen und dicht am Leser.“ Der Religionswissenschaftler Johann Figl hob die weite Verbreitung des Buchs unter Menschen hervor, die an buddhistischen Praktiken der Meditation interessiert sind. In diesen Kreisen wird das Buch stark rezipiert. So spielte es für Gerhard Weißgrab, der seit 2006 Präsident der Österreichischen Buddhistischen Religionsgesellschaft ist, eine wichtige Rolle für seine Hinwendung zum Buddhismus. Auch in den Disziplinen der Psychotherapie und des Coachings wird das Buch oft herangezogen. Die Bildungseinrichtung Komyoji basierte auf Mit Buddha das Leben meistern einen weiterführenden systematischen Fernkurs über die Lehre des historischen Buddha Siddhartha Gautama.